# 四角化截半立方體
在幾何學中，四角化截半立方體是一種凸多面體，乍看之下像是由正三角形組成，但實際上正三角形面只有八个，其余的24个三角形面都是由等腰三角形所組成。
這是一種康威多面體，其對偶是截角菱形十二面體